# Прапор Ляене-Вірумаа
Прапор Ляене-Вірумаа (ест. Lääne-Virumaa lipp) є офіційним символом Ляене-Вірумаа (Західного Вірумаа), одного з повітів Естонії.

## Опис
Прапор становить собою прямокутне полотнище зі співвідношенням ширини до довжини як 7:11, яке складається з двох рівновеликих горизонтальних смуг: верхньої білої та нижньої зеленої. Посередині білої смуги розміщено герб повіту.
Стандартний розмір прапора 105x165 см.

## Історія
Прапор офіційно впроваджено 26 вересня 1996 року. 